# Claus Lessmann
Claus Leßmann (11 de septiembre de 1960) es un músico alemán, reconocido por su trabajo en la agrupación Bonfire. Es el único miembro de la banda que ha aparecido en todos los trabajos discográficos de Bonfire. Antes de unirse a Before en 1978, hizo parte de las bandas Ginger y Sunset.

## Discografía

### Mit Lessmann & Ziller
- 1993: Glaub dran (EP, WEA Records)
- 1993: Wach auf (Single)
- 1994: Charlie & Louise (Single)
- 1994: Für dich (Single)

### Veröffentlichungen
- 1995: Ex: Die Antwort weiß der Wind (Single)
- 1998: Bayern-Fans United: Stern des Südens  (Single, Ariola)
- 1999: Bayern-Fans United: Heimspiel (Ariola)

### Colaboraciones
- 2006: Doro: 20 Years a Warrior Soul
- 2009: Axxis: Utopia